# 鴻巣雛

日本一のピラミッドひな壇（鴻巣びっくりひな祭り2011）

鴻巣雛（こうのすびな）は、埼玉県鴻巣市の伝統工芸品。埼玉県の伝統的手工芸品に指定されている。鴻巣人形、鴻巣ひな人形とも称される。

## 概要
鴻巣市の前身となる鴻巣宿の時代から全国的な人形の産地として知られ、「人形のまち」と称される。この地で製作される雛人形は「鴻巣雛」あるいは「鴻巣人形」の名称で江戸時代から400年の歴史を持つ伝統工芸品となっており、近代関東三大ひな市（鴻巣、越谷、江戸十軒店）のひとつに数えられる。
獅子頭などの「赤物」の産地としても江戸期より知られており、雛人形の頭部とほぼ同じ製法で製作されている。なお、こちらの製作技術については平成23年（2011年）3月9日付けで「鴻巣の赤物製作技術」として国の重要無形民俗文化財に指定されている。

## 歴史

### 江戸期
もともとは鴻巣宿と桶川宿の中間に位置する加宿の上谷新田（後の鴻巣市人形）において農閑期に生産されていたもので、上谷新田が江戸期には鴻巣領に属していた点や、隣接する鴻巣宿が徳川氏との関係や関東十八檀林のひとつである勝願寺の存在などで知名度が高い点から、商業上の都合により「上谷雛」ではなく「鴻巣雛」「鴻巣人形」を名乗った。なお、その起源については諸説ある。
- 天正年間（1573年から1592年）とする説[5]。この説は明治35年（1902年）に編纂された『雛人形製造沿革誌』に記されたもので、徳川家康の関東移封に関連付けたものと推測される[5]。
- 慶長7年（1602年）頃とする説[5]。この説は昭和7年（1932年）に刊行された『鴻巣町史』に記されたもので、上谷村の者が中山道が開設されたことに伴い、沿道沿いの上谷新田に移住して土人形を生産したとしている[9]。
- 貞享から元禄年間（1684年から1704年）とする説[9]。この説は市内の生出塚神社に納められている神像に藤原吉国という仏師によって貞享4年（1687年）に製作されたという銘文が刻まれている点から、その技術を伝授された住民によって人形作りがはじめられたというものである[9]。

『鴻巣市史』では、天正説については中山道の経路が未確定の時期である点や上谷新田の開発も行われていない点、貞享から元禄説についてはどのような理由で仏像が製作されたのか、なぜ吉国が鴻巣に住むようになったのか確証がないとし疑問視をしている。一方、慶長7年説については参勤交代が制度化されていない時期に商売が成立したとは考えられないとしつつ、製造開始の時期は元和年間（1615年から1624年）から寛永元年（1624年）以降ではないかと推測している。
明和から安永年間（1764年から1780年）にかけて煉物による製法が開発されるなど技術的な進歩がなされ、大量生産が可能となり発展を遂げた。発展の理由については近隣の原馬室村（後の鴻巣市）、高尾村、荒井村、石戸村（いずれも後の北本市）が山林に囲まれた地域であり、人形作りの原材料となる桐、杉、竹などの入手がしやすい土地であったことが挙げられる。文化年間（1804年から1818年）頃には人形作りに関わる業者は28軒にのぼり、人形作りの修業のために江戸から鴻巣宿を訪れる者も多く、この地で生産される雛人形や手遊び人形は武蔵国の中で最も好評を得た。

#### 江戸雛問屋との論争
文久2年（1862年）5月、江戸浅草の雛問屋は熊谷宿（後の熊谷市）、川越城下の鍛冶町および入間郡松郷（後の川越市）および同藤久保村（後の三芳町）、埼玉郡北河原村（後の行田市）、足立郡上谷新田（後の鴻巣市）、大宮宿吉敷新田（後のさいたま市大宮区）、埼玉郡越ヶ谷宿および四丁野（後の越谷市）に住む25名の人形業者に対し、職人の引き抜きや卸売の中止を求める訴訟を江戸町奉行所に起こした。
訴えは「在方の者は江戸の職人を次々に雇用するため同地の職人数が減少。近年は遠国にまで手広く卸売りを行っている。江戸問屋から交渉を申し入れたが聞き入れられず、困っている」というものだったが、これに対して上谷新田の者は「かねてから農閑期の合間に人形作りを行っており、領主からの許可は下りている。それを差し止められる理由はない」と主張した。論争の結果、元治元年（1864年）10月に「在方の業者は江戸の問屋に属する職人は雇わない」「江戸の問屋も理由なく在方の業者の農閑期の収入を妨げない」ということで決着した。
この時期に交わされた記録文書『雛人形師仲間訴訟文書』は市の指定文化財となっている。

### 明治から平成期

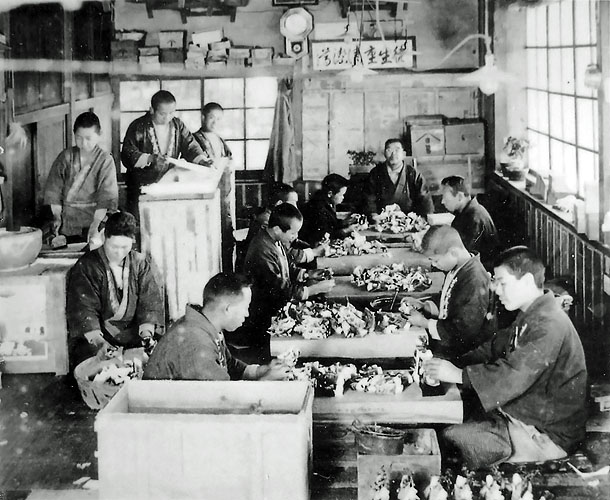
鴻巣雛の人形作り（1932年頃）

明治に入り、明治35年（1902年）に編纂された『埼玉県営業便覧』によれば雛人形製造業者は31軒、職人は300人、大正3年（1914年）には製造業者は70余軒、職人は500余人にのぼった。雛人形を中心とした製品が全国各地や国外に出荷され、国内の博覧会や物産展へ出品するなど活況を見せた。また、大正期には端午の節句に合わせて製造される五月人形が主商品の雛人形の売り上げを上回ることもあった。
昭和に入り奢侈品等製造販売制限規則が施行され贅沢品が禁止されたことや、第二次世界大戦の勃発により人形作りは衰退した。戦後、主に進駐軍向けの土産物の商品として生産が再開されたが、昭和25年（1950年）の時点では製造業者は5軒、職人は20人にまで減少した。さらに、この時期から県内の岩槻市（後のさいたま市岩槻区）で製造される「岩槻人形」が台頭するようになった。昭和52年（1977年）の調査では鴻巣の製造業者は31軒に回復し年間生産高は25から26億円にのぼったが、一方で同年の岩槻の年間生産高は179億円にのぼるなど大きく引き離される結果となった。
平成に入った現在も人形作りは営まれており、国内を代表するひな人形の生産地のひとつとして人形町の中山道沿いには多くの店舗が立ち並んでいる。また、毎年11月14日には勝願寺のお十夜法要にあわせて、鴻巣ひな人形協会の主催による人形供養が取り行われている。

## 鴻巣びっくりひな祭り
歴史ある鴻巣びなのまちとして、『〜ひな人形のふるさと鴻巣〜』を広く宣伝することや、市の活性や町おこしなどを目的とし、毎年開催されているイベント。鴻巣市観光協会の主催により2005年から鴻巣市役所ロビーにてピラミッド型ひな壇を作成し、ひな飾りを行っている。なおピラミッド雛壇だけでなく、他にも多数の形・段数のひな飾りが設置されている。
2012年は1807体の雛人形でピラミッドひな壇が飾られた。この時の高さ7メートル、31段のひな壇という記録はさまざまな日本一を取り上げているサイト『日本一ネット』において「ひな人形で飾る日本一高いピラミッドひな壇」として認定された（記録は認定当時）。
2016年よりメイン会場が鴻巣駅前のエルミこうのすに変更されたほか、市内に複数開設されたサテライト会場でもピラミッド型ひな壇が展示されている。